# 파니 멘델스존

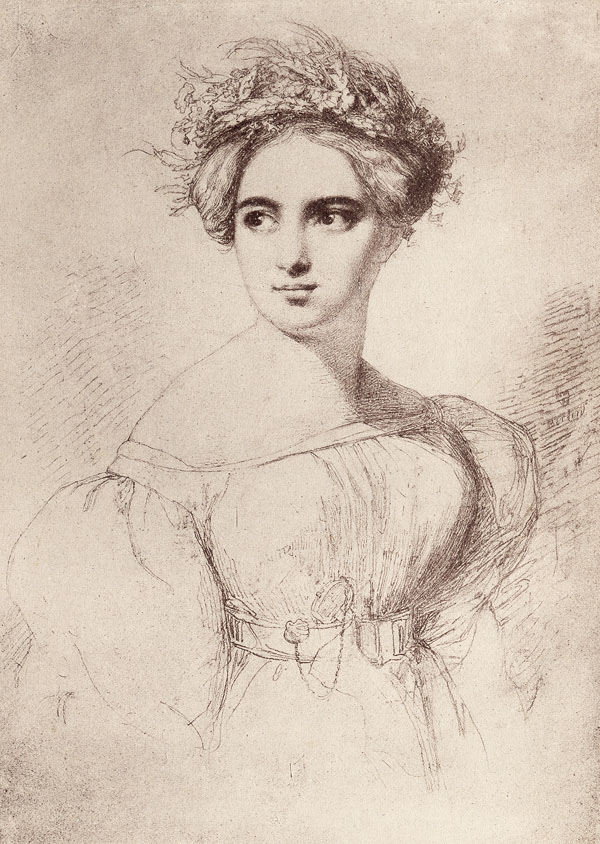

파니 멘델스존(독일어: Fanny Mendelssohn)은 독일의 피아니스트이자 작곡가이다. 작곡가 펠릭스 멘델스존의 누나이다. 수학자 쿠르트 헨젤의 할머니이기도 하다.

## 생애
파니 멘델스존은 부유한 시민층 계급의 명망 있는 유대인 가족에서 네 아이 중 첫째로 태어났다. 둘째는 작곡가 펠릭스 멘델스존이다. 유명한 철학자인 모제스 멘델스존(Moses Mendelssohn)은 그의 할아버지다. 그의 아버지는 아브라함 멘델스존 바르톨디(Abraham Mendelssohn Bartholdy)이고 어머니는 레아 멘델스존 바르톨디(Lea Mendelssohn Bartholdy)이다.
어렸을 때 파니는 동생 펠릭스와 같이 음악을 배웠다. 13살의 파니는 바흐 '평균율 클라비어곡집'을 암보로 연주할 수 있을 정도의 뛰어난 재능을 가지고 있었다. 하지만 파니 멘델스존이 15살 때 동생 펠릭스의 장래를 위해 음악가의 길을 포기해야만 했었다. 파니 멘델스존의 아버지 아브라함 멘델스존(-바르톨디)이 파니 멘델스존의 작품을 출판하는 것과 공개 연주를 금지시켰기 때문이다. 그래서 파니가 만든 6개의 가곡집은 동생 펠릭스 멘델스존의 이름으로 출판됐다. 훗날 펠릭스 멘델스존은 "내 누이가 나보다 뛰어난 작곡가였다" 라고 말했다. 파니는 자신의 작품을 이해해 주는 화가인 빌헬름 헨젤과 결혼하여 40세 때는 작품집을 출간하려고 계획했으나 2년후에 생을 마감했다. 파니 멘델스존의 유명한 곡으로는 '이탈리아' 가곡이 있고 펠릭스 멘델스존의 '이탈리아'와 헷갈리면 안 된다.

## 관련 논문
- 이인화, 〈여성음악가들의 음악가로서의 정체성에 관한 생태여성주의적 접근 -파니 멘델스존 헨젤과 클라라 비크 슈만을 중심으로〉, 《음악연구》 44, 한국음악학회, 2010
- 나주리, 〈‘남성적’ 소나타로 향한 19세기 여성 작곡가: 파니 멘델스존 헨젤의 경우〉, 《서양음악학》 28-1, 한국서양음악학회, 2025년